# Stahlnetz
Stahlnetz ou Filet d'acier au Québec, est une série télévisée d'anthologie allemande créée par Jürgen Roland sur des scénarios écrits par Wolfgang Menge. Une première série de 22 épisodes a été diffusée du 14 mars 1958 au 14 mars 1968 sur NDR, dont certains épisodes sont basés sur des événements réels. Une deuxième série de six épisodes ont été produits et diffusée entre le 12 septembre 1999 et le 18 mai 2003, mais ont connu un succès moindre. La série a précédé la série policière Tatort, de la chaîne ARD. Elle était très populaire auprès des téléspectateurs allemands.
Au Québec, elle a été diffusée à partir du 8 juillet 1964 à la Télévision de Radio-Canada.

## Distribution
- Gerda-Maria Jürgens (de) : Frau Butenschön (8 épisodes, 1958-1964)
- Heinz Engelmann (de) : Kriminalhauptkommissar Schilling (7 épisodes, 1959-1968)
- Karl-Heinz Gerdesmann (de) : Gerichtsarzt (5 épisodes, 1958-1963)
- Kurt Klopsch (de) : Chef des Tanzlokals Maxim (5 épisodes, 1958-1965)
- Willy Witte (de) : 1. Polizist, als Straßenarbeiter getarnt (5 épisodes, 1958-1968)
- Wolfgang Völz : Kriminalbeamter Hartwig (4 épisodes, 1960-1962)
- Friedrich G. Beckhaus (de) : Harms (4 épisodes, 1958-1966)
- Hela Gruel (de) : Frau Iversen (4 épisodes, 1960-1963)
- Helmut Peine (de) : Emanuel Kleine (4 épisodes, 1958-1964)
- Joachim Rake (de) : Chef der Sittenpolizei (4 épisodes, 1958-1960)
- Friedrich Schütter (de) : médecin (4 épisodes, 1958-1963)